# HXMT

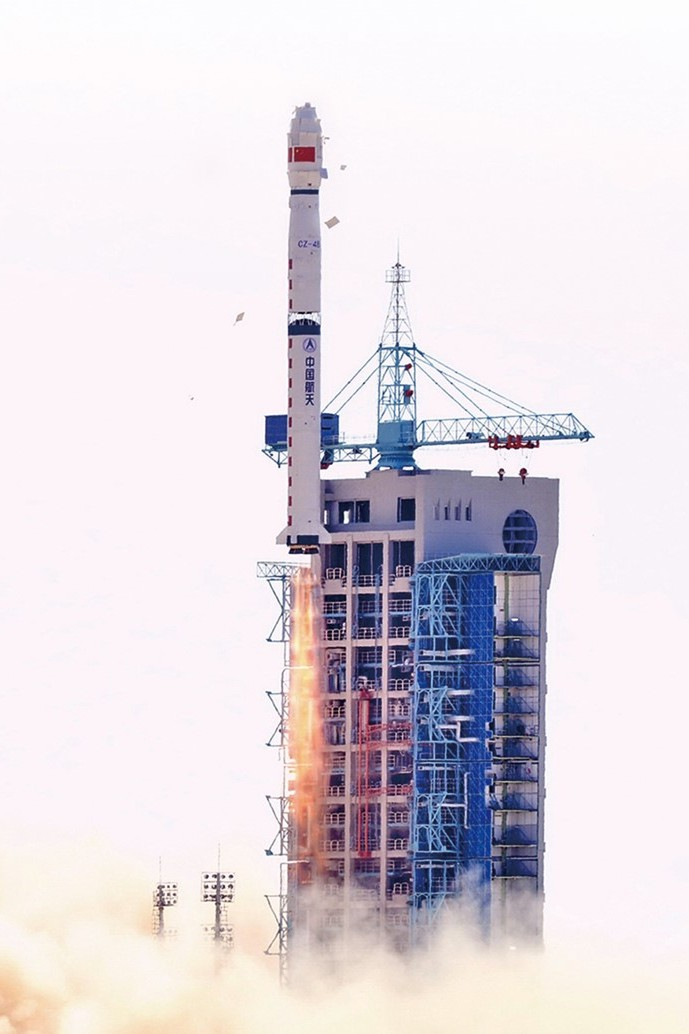
Lancement du télescope HXMT par une fusée Longue Marche 4.

HXMT (Hard X-ray Modulation Telescope), surnommé « 慧眼 » (« insight » en anglais), est un observatoire spatial à rayons X développé par l'Agence spatiale chinoise dont le lancement a eu lieu en juin 2017. Le satellite emporte trois instruments capables d'observer les rayons X durs dont l'énergie est comprise entre 1  et   250 keV. La mission de HXMT comprend une première phase durant laquelle l'ensemble de la voûte céleste est placée sous observation. Durant la deuxième phase, des observations prolongées de sources de rayons X ou de régions du ciel sont effectuées. HXMT est le premier télescope spatial lancé par la Chine.

## Contexte
En 2011, dans le cadre de son 12e plan quinquennal, la Chine met en place le programme prioritaire stratégique des sciences spatiales (SPP) et confie au Centre national des sciences spatiales (NSSC), centre de recherche rattaché à l'Académie chinoise des sciences, la gestion et le développement de cinq missions scientifiques ambitieuses : les satellites DAMPE et HXMT dans le domaine de l'astrophysique, QUESS pour les télécommunications quantiques, ShiJian-10 qui embarque des expériences de biologie spatiale  et KuaFu qui doit étudier l'influence du Soleil sur l'atmosphère terrestre.

## Objectifs
Les objectifs de HXMT sont les suivants :
- HXMT doit permettre de dresser une carte des sources de rayons X durs. Les concepteurs de l'observatoire espèrent ajouter 1 000 nouvelles sources et éventuellement identifier de nouveaux types objets célestes émetteurs de ce type de rayonnement ;
- réaliser une étude en profondeur des sources de rayons X durs pour détecter les galaxies actives fortement occultées et préciser la nature de la source des rayons X en particulier dans les cas où celle-ci n'est pas complètement élucidée ;
- détecter des centaines de différents types de galaxie active et obtenir pour certaines d'entre elles un spectre de rayonnement X étendu grâce à la combinaison des trois instruments embarqués. L'objectif est de préciser la nature des différents composants du modèle unifié de galaxie active en analysant les composantes du spectre.

## Historique du projet
L'observation des objets produisant des rayons à haute énergie a commencé en Chine à la fin des années 1970 par le biais de ballons porteurs d'observatoires à rayons X. Par ailleurs, les scientifiques chinois ont utilisé les données collectées des observatoires spatiaux étrangers. En 1994, le projet d'observatoire Hard X-ray Modulation Telescope (HXMT) a été proposé. En utilisant des techniques de démodulation développées par Li et Wu, la sensibilité l'observatoire envisagé devait être plusieurs fois supérieure à celle des observatoires existants. En 2000, une étude de faisabilité est lancée. Le projet est retenu après une revue effectuée en septembre 2007 pour un lancement en 2009. Courant 2009, le lancement de l'observatoire, dont le coût est alors évalué à 1 milliard de yuans (100 millions €), est repoussé à 2012. Le lancement de l'observatoire spatial est finalement repoussé à début 2017.

## Caractéristiques de l'observatoire spatial
HXMT est un satellite de 2,8 tonnes. Il comprend 3 instruments sensibles à des rayonnements ayant des niveaux d'énergie différents :
- HE (High Energy) détecte les rayons X dont l'énergie est comprise entre 20  et   250 keV avec une surface de détection de 5 000 cm2. HE repose sur 18 détecteurs de type scintillateur en sandwich NaI/CsI dont la superficie individuelle est de 283,5 cm2. Chaque détecteur présente une orientation décalée de 10°. La résolution temporelle est de 25 μs. Le champ optique est de 5,7° × 1,1°. La résolution spectrale est de 19 % à 60 keV ;
- ME (Middle Energy) détecte les rayons X dont l'énergie est comprise entre 5  et   30 keV avec une surface de détection de 952 cm2. LE utilise trois détecteurs de type Si-PIN. La résolution temporelle est de 20 μs. Le champ optique est de 4° × 1°. La résolution spectrale est de 15 % à 20 keV ;
- LE (Low Energy) détecte les rayons X dont l'énergie est comprise entre 1  et   15 keV avec une surface de détection de 384 cm2. LE utilise trois détecteurs de type SCD dont la température est maintenue entre −80 °C et −50 °C grâce à une pare-soleil. La résolution temporelle est de 1 ms. Le champ optique est de 5,7° × 1,1°. La résolution spectrale est de 8 % à 60 keV.

Pour les 3 instruments la résolution angulaire est de 5′ et la localisation de la source se fait avec précision inférieure à 1′.

## Déroulement de la mission
HXMT est placé le 15 juin 2017  sur une orbite terrestre basse à une altitude de 550 km avec une inclinaison de 43° par un lanceur Longue Marche 4. La durée de la mission est de 4 ans. Elle comporte deux phases :
La première année, HXMT réalise une observation systématique de l'ensemble de la voûte céleste. Durant cette phase, le satellite est stabilisé 3 axes avec les instruments pointés dans un plan perpendiculaire à la direction du Soleil. L'axe optique, qui est commun aux télescopes décrit un grand cercle avec une longitude de l'écliptique constante au cours d'une orbite. Ainsi l'ensemble de la voûte céleste devrait être couverte en 6 mois. La sensibilité durant cette phase devrait permettre de détecter toutes les sources de rayons X durs dont l'émission de l'ordre de 0,5 mCrab.
Durant la deuxième phase de la mission, l'observatoire sera pointé vers les sources X les plus importantes ou des régions de la voûte céleste sélectionnées. Durant cette phase, le satellite est stabilisé de manière que les instruments soient constamment pointés vers les zones observées.